# Gottlieb David Carl Leijonhielm
Gottlieb David Carl Leijonhielm, född 24 februari 1766 i Lofta församling, Kalmar län, död 24 juli 1833 i Linköpings församling, Östergötlands län, var en svensk friherre och militär.

## Biografi
Leijonhielm föddes på Stuverum i Lofta socken 1766 som son till löjtnanten vid Östgöta kavalleriregemente Gerhard Malkolm Leijonhielm och dennes hustru Christina Elisabet von Üsedom. Leijonhielm blev inskriven till krigstjänst redan 1774 och utnämndes till sekundkorpral den 15 augusti 1774. Han befordrades till fänrik i armén den 23 april 1779 för att den 2 april 1783 utnämnas till stabsfänrik vid Östgöta infanteriregemente.
Därefter följde befordringarna relativt snabbt, den 9 oktober 1787 blev han sekundlöjtnant vid regementet och den 15 november 1789 premiärlöjtnant. 1788 hade ha dessutom följt med regementet till Finland då Gustav III:s ryska krig bröt ut. Han utnämndes 1789 till stabsadjutant hos generalen Johan Frans Pollet. Han deltog under kriget vid flera drabbningar såsom reträtten från Högfors, slaget vid Valkeala, slaget vid Fredrikshamn samt slaget vid Svensksund. För de två senare slagen erhöll han Svensksundsmedaljen för visad tapperhet.
Dagen före Slaget vid Valkeala befordrades han till kapten i armén och den 20 maj samma år till kapten även vid regementet. Efter kriget fortsatte hans tjänstgöring i krigsmakten och den 14 juni 1796 befordrades han till major vid regementet, samt utnämndes till sekundmajor den 3 juni 1799. Gustav IV Adolf utnämndes honom till sin överadjutant den 15 december 1799 en tjänst han innehade till 1805. I och med denna befattning fick han avsked från regementet den 18 december 1799. Den 12 juli 1805 utnämndes han till generaladjutant av flygeln, vilket blev hans sista befattning innan han fick avsked med överstes grad den 9 november 1807.
Leijonhielm dog den 24 juli 1833 i Linköping.

## Familj
Leijonhielm gifte sig första gången 27 september 1791 på Ekhult i Björsäters församling med Altea Johanna Rosenstierna (1769–1847), dotter till ryttmästaren Nils Rosenstierna och dennes andra hustru Anna Christina Spaldencreutz. De fick tillsammans barnen Nils Malkolm Leijonhielm (1792–1792), Erik Vilhelm Leijonhielm (1793–1799), överstelöjtnanten Nils Erik Malkolm Leijonhielm (1794–1851) i Svenska armén, Christina Eleonora Leijonhielm (1796–1881) som var gift med majoren Carl Julius Gustaf Hästesko af Målagård och kammarherren Erik Christoffer Leijonhielm (1798–1873). Leijonhielm och Rosenstierna skiljde sig 1799.
Leijonhielm gifte sig andra gången 9 juli 1802 med sin kusin Brita Magdalena Fock (1760–1836), dotter till ryttmästare Arvid Adam Fock och friherrinnan Ebba Charlotta Leijonhielm. Paret fick inga barn. Brita Magdalena Fock var tidigare gift med kammarherren Fredrik Sinclair.

## Utmärkelser[2]
- Svensksundsmedaljen - 14 mars 1791, i Stockholm
- Riddare av Svärdsorden - 1 november 1797 (Gustav IV Adolfs födelsedag)

## Bilder

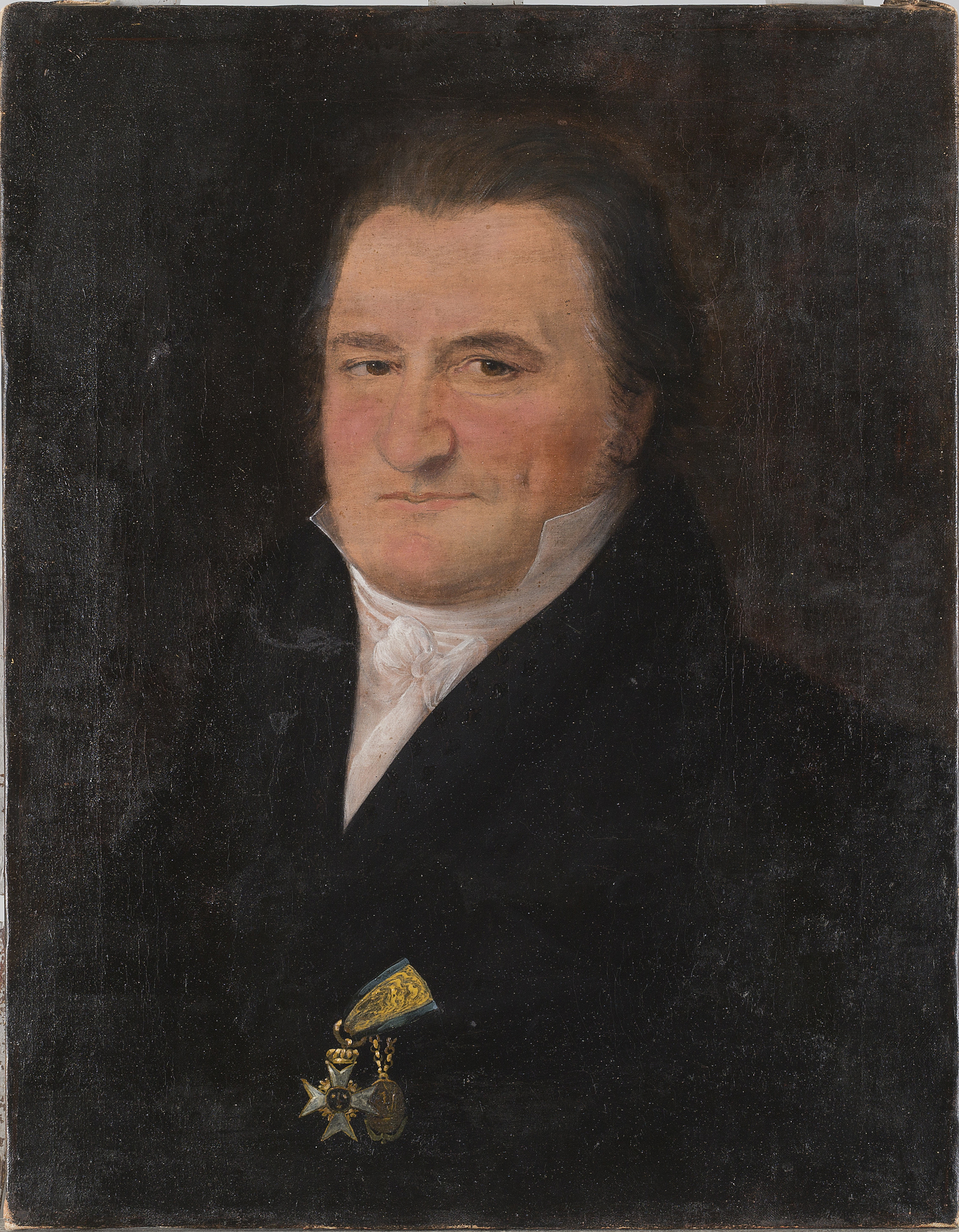
Leijonhielm i civila kläder, med sina utmärkelser på bröstet. Målning från tidigt 1800-tal av okänd konstnär.